# أمادو باكايوكو
أمادو باكايوكو (بالإنجليزية: Amadou Bakayoko)‏ هو لاعب كرة قدم بريطاني، ولد في 1996 في سيراليون. لعب مع نادي ساوثبورت ونادي والسول ونادي ووستر سيتي.

## وصلات خارجية
- أمادو باكايوكو على موقع رابطة كرة القدم اليابانية للمحترفين (اليابانية)
- أمادو باكايوكو على موقع قاعدة بيانات كرة القدم.إي يو (الإنجليزية)
- أمادو باكايوكو على موقع ناشيونال فوتبول تيمز (الإنجليزية)
- أمادو باكايوكو على موقع Soccerbase.com (لاعب) (الإنجليزية)
- أمادو باكايوكو على موقع Soccerway.com (الإنجليزية)
- أمادو باكايوكو على موقع عالم كرة القدم.نت (الإنجليزية)